# Distretto di Si Chiang Mai
Il distretto di Si Chiang Mai (in thailandese: ศรีเชียงใหม่) è un distretto (amphoe) della Thailandia, situato nella provincia di Nong Khai.